# Astronavigatie

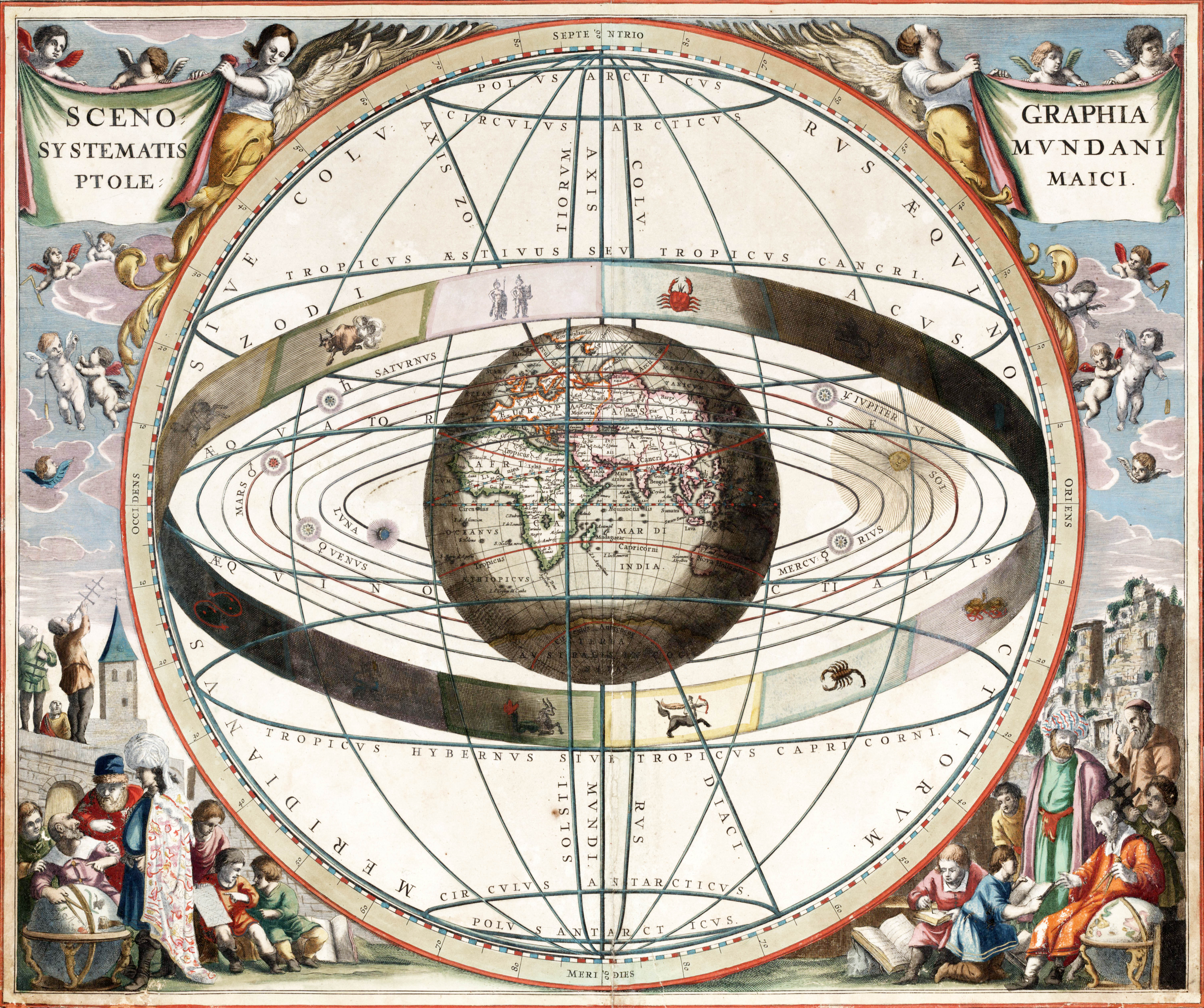
Andreas Cellarius' Harmonia Macrocosmica

Astronavigatie is richtings- en plaatsbepaling aan de hand van hemellichamen, specifiek de zon, de maan, vier planeten (Venus, Mars, Jupiter en Saturnus) en 57 sterren. Voor plaatsbepaling is een gegiste positie of gis nodig en de tijd en moet de hoogte van een aantal hemellichamen bepaald worden. Met behulp van een nautische almanak en boldriehoeksmeting kan daarna de plaats op aarde worden vastgesteld. De hoogte wordt vastgesteld met behulp van een sextant, waarna deze hoogte gecorrigeerd wordt voor een aantal zaken en de verschillende waarnemingen verzeild worden naar een waarnemingstijd. Door verscheidene sterren te schieten wordt een betere positiebepaling verkregen.

## Geschiedenis
Hemellichamen worden al heel lang gebruikt voor navigatie. Aanvankelijk was dit beperkt tot het bepalen van de richting, later werd het ook mogelijk om de breedte te bepalen. Met de komst van de chronometer werd het ook mogelijk om de lengte te bepalen. Tot de komst van Transit was het de enige wereldwijd bruikbare methode voor plaatsbepaling.
Met instrumenten als het astrolabium en de jakobsstaf kon de hoogte van een hemellichaam bepaald worden. Door dit te doen bij de Poolster is de breedte vast te stellen. Om ook de lengte vast te kunnen stellen, was tijdmeting essentieel. Deze moest ook voldoende betrouwbaar zijn, aangezien een fout van vier seconden al resulteert in een fout van een boogminuut, op de evenaar overeenkomend met een zeemijl. John Harrison was de eerste die een chronometer wist te maken die ook op zee voldoende nauwkeurig was. Met de komst van elektronische navigatie als DECCA, LORAN, Omega en vooral GPS is astronavigatie van beduidend minder belang geworden, al is het nog wel onderdeel van de opleiding tot stuurman.

## Tijdmeting
Al vroeg is gebruikgemaakt van de aardrotatie voor tijdmeting. Om vast te stellen wanneer de aarde een rotatie voltooid heeft, moet een oriënteringspunt buiten de aarde gekozen worden. Zodra dit punt een gekozen meridiaanvlak voor de tweede maal passeert, is een dag voltooid. Welke dag dit is, hangt af van het gekozen oriëntatiepunt. Vaak werd de zon gekozen, bijvoorbeeld met zonnewijzers, zodat het een zonnedag betrof. Doordat de aarde ook rond de zon draait, duurt het iets langer voordat de zon het meridiaanvlak opnieuw passeert. Ten opzichte van de verder weg geplaatste sterren kan de werkelijke tijd gemeten worden die het duurt voordat de aarde een volledige omwenteling heeft afgelegd. Dit is de sterrendag die 23 uur, 56 minuten en 4,09 seconden duurt tegenover de zonnedag van 24 uur.
De tijd die is gebaseerd op de ware zonnedag is de ware zonnetijd of ware tijd. Met de komst van eenparig lopende uurwerken bleek dat de zonnedag varieert gedurende het jaar. Doordat de omloopsnelheid van de aarde rond de zon niet gelijk is, varieert de zonnetijd. Dit komt doordat de omloopbaan elliptisch is, zodat de tweede wet van Kepler opgaat. Hierop werd de middelbare zon geïntroduceerd met de middelbare zonnetijd of middelbare tijd. Het verschil tussen de ware tijd en de middelbare tijd is de tijdsvereffening.
De klokken werden daarom gelijkgezet op de lokale middelbare tijd. Ook dit bleek onpraktisch doordat plaatsen op verschillende lengtegraden een andere tijd hebben. Hierop werd de standaardtijd ingevoerd, de middelbare zonnetijd van een centrale meridiaan. De tijd horend bij de meridiaan van Greenwich is GMT. Om zo dicht mogelijk bij de lokale middelbare tijd te blijven, werden de tijdzones ingevoerd. In 1928 werd de wereldtijd universal time (UT) ingevoerd, gebaseerd op GMT. De poolbeweging bleek er voor te zorgen dat deze tijd niet overal ter wereld gelijk was. Hierop werd een gecorrigeerde tijd ingevoerd, UT1. De andere, afgeleid uit astronomische observaties, werd hernoemd naar UT0.
Met de komst van nauwkeurige kwartsuurwerken bleek er een seizoensvariatie te zijn, onder andere veroorzaakt door lucht- en waterverplaatsingen. De hiervoor gecorrigeerde tijd was UT2. Deze wordt tegenwoordig vrijwel niet meer gebruikt. Aardrotatie bleek te variabel, zodat het tropisch jaar gebruikt werd om de efemeridetijd vast te stellen. Hoewel deze uniform is, is deze ook moeilijk vast te stellen. Door de introductie van de atoomklok in 1955 kon de internationale atoomtijd (TAI) ingevoerd worden. De seconde werd niet langer gedefinieerd als een vast gedeelte van de dag, maar op de overgang tussen de twee hyperfijn energieniveaus van de grondtoestand van een cesium-133-atoom in rust bij een temperatuur van 0 K. TAI loopt niet gelijk met UT en daarom werd UTC ingevoerd. UTC wordt regelmatig gecorrigeerd om deze binnen een seconde van UT1 te houden. UTC en TAI lopen dus steeds verder uit elkaar.
Voor astronavigatie moet in principe UT1 gebruikt worden, maar in de praktijk wordt UTC als voldoende nauwkeurig gezien. Om deze tijd weer te geven, heeft elk zeeschip verplicht een chronometer, tegenwoordig vaak een kwartsuurwerk. De afwijking hiervan is vast te stellen met tijdseinen die via de radio worden uitgezonden. Dit verschil tussen de aanwijzing van de tijdmeter at en GMT is de stand van de tijdmeter st.

## Astronomische positielijn

### Hoogteparallel

De waarnemer bevindt zich op de hoogteparallel, een positiecirkel die bij de gis DR te benaderen is met een hoogtelijn

Kleine verzeiling

Met een tijdmeter en een nautische almanak kan de aardse projectie AP van een hemellichaam bepaald worden. Rond deze aardse projectie is een positiecirkel te trekken waarop tijdens een bepaald moment waarnemers het hemellichaam onder dezelfde hoogte Hw meten. De hoek tussen alle zenitrichtingen op deze cirkel en het hemellichaam, de topsafstand of sferische afstand nw, is hier gelijk. De topsafstand is de hoek (AP)MH — gelijk aan de hoek ★MT in het horizontale coördinatenstelsel — en is het complement van Hw, dus nw = 90° − Hw. De kleincirkel van gelijke topsafstand is de hoogteparallel.
Door de hoogte van twee hemellichamen te meten, kunnen twee hoogteparallellen getrokken worden, waarbij de waarnemer zich op een van de twee snijpunten bevindt. Aan de hand van het azimut van de hemellichamen is vast te stellen in welk snijpunt de waarnemer zich bevindt. En aangezien de twee snijpunten zich over het algemeen duizenden mijlen van elkaar bevinden, is het juiste snijpunt hetgeen dat zich het dichtste bij de gis DR bevindt. Voor grotere nauwkeurigheid zullen meerdere hemellichamen geschoten moeten worden, bij voorkeur met een gunstig azimutverschil. Bij twee metingen is dit 90°, bij drie is dit 60° of 120°.

### Hoogtelijn
Omdat de hoogteparallel moeilijk in een zeekaart is te tekenen zonder grote vervormingen, wordt gebruikgemaakt van de hoogteverschilmethode die door Marq St. Hilaire in 1875 is ontwikkeld. Hierbij wordt loodrecht op het azimut een raaklijn aan de hoogteparallel getrokken vanuit hoogtepunt H. Voor de gis wordt de hoogte Hc voor het hemellichaam uitgerekend. Deze valt over het algemeen niet samen met de geschoten hoogte Hw, wat een hoogteverschil ΔH oplevert, de boog H(DR). Binnen de hoogteparallel is deze negatief, daarbuiten positief (ΔH = Hc − Hw).
Omdat meerdere waarnemingen niet tegelijkertijd gedaan kunnen worden, zal verzeild moeten worden naar een gezamenlijk tijdstip. Dit wordt gedaan in de richting van de grondkoers over de afstand die afgelegd is tussen het tijdstip van schieten en het gezamenlijk tijdstip. Hiervoor is een gecorrigeerde ΔH uit te rekenen:
| {\displaystyle \Delta H(verz.)={\Delta t\cdot v \over 3600}\cdot \cos(WP-GrK)+\Delta H} |
Hierbij is Δt de tijd in seconden voor (+) of na (−) het gezamenlijk tijdstip.
Aangezien een boogminuut overeenkomt met een zeemijl kan vanuit de gis de afstand ΔH worden uitgezet in de azimutale richting. Loodrecht hierop wordt de hoogtelijn getrokken. Waar deze snijdt met andere hoogtelijnen is de positie. Over het algemeen snijden deze lijnen niet in één punt en zal een meest waarschijnlijke standplaats MWS vastgesteld moeten worden.

### Berekening Hc en azimut

De parallactische driehoek P_{n}(DR)(AP) waaruit H_{c} en het azimut T zijn af te leiden

Met behulp van boldriehoeksmeting kan Hc berekend worden. De gis DR is onderdeel van de parallactische driehoek Pn(DR)(AP) op de aardbol. Op de hemelsfeer komt dit overeen met PnT★. De cosinusregel voor zijdes van boldriehoeken is:
{\displaystyle \,\cos a=\cos b\cdot \cos c+\sin b\cdot \sin c\cdot \cos \alpha }
Toegepast op de betreffende parallactische driehoek volgt:
{\displaystyle \,\cos n_{c}=\cos(90^{o}-b_{DR})\cdot \cos(90^{o}-dec)+\sin(90^{o}-b_{DR})\cdot \sin(90^{o}-dec)\cdot \cos P}
Dit komt overeen met:
| {\displaystyle \,\sin Hc=\sin b_{DR}\cdot \sin dec+\cos b_{DR}\cdot \cos dec\cdot \cos LHA} |
Door opnieuw de cosinusregel toe te passen, is een formule voor het azimut T af te leiden:
| {\displaystyle \,\cos T={\sin dec-\sin b_{DR}\cdot \sin Hc \over \cos b_{DR}\cdot \cos Hc}} |
Om de Hc en T te bepalen, moet de breedte bDR van de gis ingevoerd worden en de declinatie en LHA van het hemellichaam. De LHA kan worden bepaald door de GHA op te zoeken in een nautische almanak aan de hand de datum en tijd en hier de lengte van de gis bij op te tellen, dus LHA = GHA + lDR. Ook de declinatie is in de almanak terug te vinden. Als geldt 0° ≤ LHA < 180° dan is de ware peiling WP = 360° − T. Anders is WP = T.

## Hoogtecorrecties
De met de sextant geschoten hoogte Hi wordt gecorrigeerd voor de fout van de sextant, de indexcorrectie ic. De resulterende hoogte Hg moet verder gecorrigeerd worden om verschillende redenen:
- de hoogte van het hemellichaam wordt gemeten ten opzichte van de zichtbare kim. Deze is echter niet gelijk aan de horizontaal, of de ware horizon van het horizontale coördinatenstelsel. Dit is de ware kimduiking;
- in de atmosfeer treedt refractie op;
- de GHA en de declinatie in de almanak zijn gegeven ten opzichte van het middelpunt van de aarde, terwijl de waarnemer op het aardoppervlak staat;
- de coördinaten van de hemellichamen in de almanak zijn die van het middelpunt. Bij de zon en de maan is deze niet goed vast te stellen en wordt de bovenrand, of bij voorkeur de onderrand gemeten.

### Ware kimduiking

De ware kimduiking, veroorzaakt door de hoogte van de waarnemer, en de schijnbare kimduiking, gemiddeld 5% verder weg door refractie en 8% hoger

Om een hoogtemeting te kunnen maken, is het noodzakelijk dat er een stabiele referentie is. Een luchtvaartsextant bepaalt een kunstmatige horizon met een waterpas of gyro, maar op een schip zorgen de versnellingen die optreden door het slingeren en stampen voor versnellingen die een schijnbare horizontaal veroorzaken die afwijkt van de werkelijke horizontaal. Daarom wordt aan boord van schepen de kim als referentie genomen. De kim die een waarnemer boven het aardoppervlak ziet, is echter niet gelijk aan de ware horizon van het horizontale coördinatenstelsel. Dit komt onder andere door de kromming van de aarde en is afhankelijk van de hoogte h van de waarnemer. Als er geen atmosfeer zou zijn, dan zou voor de kimduiking de formule voor de afstand tot de kim gelden:
{\displaystyle k=\arccos {\frac {R}{R+h}}}
Een vereenvoudigde formule voor de afstand tot de kim, er van uitgaande dat h zeer klein is ten opzichte van de straal van de aarde R, is:
{\displaystyle k={\sqrt {2\cdot R}}\cdot {\sqrt {h}}}
Bij een straal van de aarde van 6371 km wordt de afstand tot de kim in meters:
{\displaystyle k=3570\cdot {\sqrt {h}}}
In zeemijlen, met h in meters, wordt dit:
{\displaystyle k=1{,}93\cdot {\sqrt {h}}}

### Aardse refractie, schijnbare kimduiking
Naast de ware kimduiking zorgt de atmosfeer voor refractie, de aardse refractie of straalbuiging. Gemiddeld lijkt de horizon hierdoor 8% hoger. De correctie hiervoor wordt samengevoegd met de ware kimduiking, resulterend in de schijnbare kimduiking ks (dip), 0,92 · ware kimduiking. Met h in meters wordt ks in zeemijlen:
| {\displaystyle ks=1{,}77\cdot {\sqrt {h}}} |
Deze gemiddelde waarde is niet constant. Als er een groot temperatuurverschil is tussen het water en de onderste luchtlaag, zal de dichtheid met de hoogte niet op de normale manier veranderen. Bij rustig, heiig weer wordt de onderste luchtlaag afgekoeld en verandert de dichtheid daar sneller. Hierdoor treedt superrefractie op, waardoor kimverheffing op kan treden — dus boven de ware horizon — en zelfs luchtspiegelingen. De geografische dracht is dan veel groter dan normaal. Andersom kan bij buiig of helder weer de onderste luchtlaag opgewarmd worden en de dichtheid langzamer veranderen. De optredende subrefractie kan zo sterk zijn dat de schijnbare kim lager ligt dan de ware kim. De geografische dracht is dan kleiner dan normaal.
Midden op zee zijn de temperatuursverschillen over het algemeen beperkt en zijn de afwijkingen beperkt tot maximaal 2 boogminuten. Een grotere afwijking kan wel optreden na de passage van de buienlijn. Ook in binnenzeeën en bij de kust is het effect sterker door de kortere weg die de lucht over water heeft afgelegd. Gebieden die hierom bekendstaan zijn de Oostzee, de Rode Zee, de Perzische Golf, de westkust van Afrika, de grenzen van de Golfstroom en de poolstreken. De grootte van de afwijking is aan boord van een schip vrijwel niet vast te stellen.

### Astronomische refractie
De refractie die optreedt bij het waarnemen van de kim, treedt ook op bij het licht van hemellichamen, de astronomische refractie ar. Deze worden daardoor hoger waargenomen dan zij in werkelijkheid staan. Dit effect is maximaal op de horizon — waar de ar gemiddeld −34.'5 is — en neemt af tot 0' bij een hoogte van 90°. Bij een gemeten hoogte H geldt de benadering:
| {\displaystyle ar={0{,}97 \over \tan H}} |
Dit geldt voor een temperatuur van 10 °C, een luchtdruk van 1010 hPa, een luchtvochtigheid van 80% en een golflengte van 0,50169 µm. Voor andere temperaturen en drukken worden correcties gegeven in de nautische almanak, die echter bij een hoogte boven 10° te verwaarlozen zijn.

### Parallax in hoogte

De parallax in hoogte voor de maan

De halve middellijn SD van de zon of maan

Terwijl de coördinaten in de nautische almanak uitgaan van het middelpunt van de aarde, bevindt de waarnemer zich op het aardoppervlak. De afwijking die hierdoor ontstaat, is voor verafstaande hemellichamen verwaarloosbaar, maar voor dichtbijstaande moet deze parallax in hoogte gecorrigeerd worden. De parallax is maximaal als het hemellichaam zich op de ware horizon bevindt, de horizontale parallax HP:
{\displaystyle \sin HP={R \over d}}
Hierbij is R de straal van de aarde en is d de afstand tussen de middelpunten van de aarde en het hemellichaam. Bij de maan is deze zo veranderlijk dat deze HP van elk uur wordt gegeven in de nautische almanak. Van de zon is deze slechts 8."8 en daarmee verwaarloosbaar. Voor Venus en Mars is de parallax onderdeel van de aanvullende correcties.
Bij toenemende hoogte Ha — de voor kimduiking en ar gecorrigeerde Hg — neemt de parallax af tot nul in het zenit.
| {\displaystyle pih=HP\cdot \cos Ha} |

### Halve middellijn
De halve middellijn SD (semi-diameter) van een hemellichaam is de helft van de booghoek die deze inneemt voor de waarnemer:
| {\displaystyle \sin SD={r \over d}} |
Hierbij is r de straal van het hemellichaam en is de afstand tussen de middelpunten van de aarde en het hemellichaam. De SD is van belang bij de zon en de maan, omdat deze voor de waarnemer zo groot zijn, dat het niet goed mogelijk is het middelpunt (☉ en ☾) te schieten. Daarom wordt hier de onderrand (☉ en ☾) geschoten. Als het niet anders mogelijk is, kan de bovenrand (☉ en ☾) worden geschoten. De SD varieert — die van de maan sterker dan die van de zon — en is gegeven in de nautische almanak, voor de maan elke dag en voor de zon elke drie dagen. De SD van de zon varieert in een jaar van 15.'8 op 4 juli — het aphelium — tot 16.'3 op 3 januari — het perihelium. De SD van de maan varieert in een maand van 14.'7 tot maximaal 16.'6.

### Augmentation
Als een hemellichaam aan de horizon staat, dan is de afstand tot aan de waarnemer vrijwel gelijk aan die tot het middelpunt van de aarde. Als het hemellichaam in het zenit staat, dan is het verschil in afstand de straal van de aarde. Daardoor neemt de SD toe, wat augmentation is. Voor de maan kan deze 0.'3 worden en hier wordt rekening mee gehouden in de almanak. Voor de andere hemellichamen is deze verwaarloosbaar.

## Schemering
Bij het gebruik van een gewone sextant moet de kim kunnen worden waargenomen. Tegelijkertijd dienen bij een stersbestek ook de sterren zichtbaar te zijn. Dit is het geval tijdens de zeevaartkundige schemering (nautical twilight) — de schemering als het middelpunt van de zon 6° tot 12° onder de ware horizon staat. Een stersbestek kan dus tweemaal per dag genomen worden, afhankelijk uiteraard van een heldere hemel.
In The Nautical Almanac is op de dagelijkse bladzijden de zeevaartkundige schemering te vinden voor verschillende breedtes als de tijd tussen nautical en civil twilight. Om het begin van de schemering te vinden, wordt bij de breedte die het dichtst in de buurt van de gis komt 's ochtends de eerste afgelezen en 's avonds de laatste. De gevonden tijd moet voor andere breedtes dan die in de tabel geïnterpoleerd worden in tabel I op bladzijde xxxii. De gevonden tijd is de lokale middelbare tijd LMT. Deze moet gecorrigeerd worden naar de boordtijd BT. Dit is het verschil tussen de lengte van de gis en de centrale meridiaan van de tijdzone waarop BT is gebaseerd. Meestal wordt eerst teruggerekend naar GMT.

## Stersbestek

Een plot van drie hoogtelijnen met MWS

Bij voorkeur worden vier sterren geschoten die 90° in azimut verschillen om zo een goede snijding te verkrijgen. Daarnaast hebben sterren die hoger staan dan 10° de voorkeur, om een te sterke astronomische refractie te voorkomen. Boven de 70° is de kromming van de hoogteparallel zo sterk dat deze al snel afwijkt van de hoogtelijn, zodat ook deze sterren zo veel mogelijk vermeden worden. In de kortbestektafel (Sight Reduction Tables for Air Navigation) staan per breedtegraad en per graad Ariës LHA 7 heldere sterren die gelijkmatig over de horizon verdeeld zijn en tussen de 10° en 70° hoogte staan. Hiervan is de hoogte Hc en de ware peiling Zn gegeven en zijn drie sterren die een azimutverschil hebben van ongeveer 120° aangegeven met een ♦. Door de Ariës LHA tijdens de schemering te bepalen, kunnen zo van tevoren de te schieten sterren worden vastgesteld.
Als de hoogtes geschoten zijn en de correcties toegepast, kan de ΔH van de verschillende sterren uitgerekend worden en verzeild. De hoogtelijnen kunnen dan in een zeekaart geplot worden, of een plotkaart als de schaal van de gebruikte zeekaart te klein is, zoals het geval bij overzeilers midden op de oceaan. Ook kan zelf een middelbreedtekaart geconstrueerd worden. Over het algemeen zullen de hoogtelijnen niet in één punt snijden en moet de MWS worden vastgesteld door bissectrices te trekken of worden uitgerekend met de kleinste-kwadratenmethode.

## Zonsbestek
Door op verschillende tijdstippen de zon te schieten, kunnen de daarbij horende hoogtelijnen na verzeiling uitgezet worden om zo de MWS te achterhalen. Om een goede snijding te verkrijgen, moet er een azimutverschil van minstens 30° zijn tussen de metingen. Om de verzeiling zo klein mogelijk te houden, kan dit het best rond de meridiaansdoorgang van de zon — de zonsbovendoorgang — worden gedaan, aangezien de WP van de zon dan het snelst verandert. Omdat gezien het grote tijdverschil tussen de twee hoogtemetingen de tweede ΔH — tenslotte de afstand tussen de gis en de hoogteparallel — te groot zou worden om uit te kunnen zetten in de kaart, wordt de gis van de eerste waarneming verzeild naar die van de tweede, waarna met de verzeilde gis de tweede ΔH uitgerekend wordt. De eerste hoogtelijn wordt vervolgens verzeild naar de tweede, zodat de MWS kan worden vastgesteld.

## Middagbreedte
Deze methode om de breedte te bepalen werd vroeger veel gebruikt vanwege de eenvoud. Hierbij wordt rond het middaguur de zon gevolgd tot deze niet verder stijgt en vervolgens in de sextant door de kim ziet zakken. Hiermee is de meridiaanshoogte bepaald. Door dat op dat moment LHA nul is, is uit de formule
{\displaystyle \sin Hw=\sin b_{DR}\cdot \sin dec+\cos b_{DR}\cdot \cos dec\cdot \cos LHA}
af te leiden dat geldt voor de topsafstand nw:
{\displaystyle n_{w}=b-dec}
De breedte b wordt dan:
| {\displaystyle b=dec-Hw+90} |
waarbij Hw positief wordt genomen als de zon richting het zuiden staat. Door de gevonden breedte te combineren met de hoogtelijnen van het zonsbestek, kan een MWS bepaald worden.

## Tropenbestek

Twee hoogteparallellen rond AP2 en de verzeilde AP1; VP1

Als de waarnemer zich in de buurt van de aardse projectie AP van de zon bevindt, dan is de topsafstand nw zo klein, dat de hoogteparallel rond AP kan worden getrokken. Door twee metingen te doen en te verzeilen, kunnen twee positiecirkels in de kaart getekend worden, waarbij de MWS een van de twee snijpunten is. Welke de juiste is, kan vastgesteld worden aan de hand van de ware peiling. Door uit te rekenen welk object door de meridiaan gaat tijdens de schemering, kan ook een sterstropenbestek gemaakt worden.